# Stenia beuvealis
Stenia beuvealis là một loài bướm đêm trong họ Crambidae.